# Quinto Tineio Sacerdote
Quinto Tineio Sacerdote (latino: Quintus Tineius Sacerdos; fl. 192-219) fu un senatore e politico dell'Impero romano.
Sacerdote proveniva da una nobile famiglia, probabilmente originaria di Volaterrae, in Etruria. Era figlio di Quinto Tineio Sacerdote Clemente, che era stato console nel 158; i consoli dell'anno 182 e 195, rispettivamente Quinto Tineio Rufo e Quinto Tineio Clemente, erano suoi fratelli.
Nel 192 Sacerdote divenne console suffetto; nel 198/199 divenne proconsole di Bithynia et Pontus, mentre in seguito, sempre durante il regno di Settimio Severo, ottenne il proconsolato d'Asia. Nel 219 ebbe l'onore del consolato ordinario assieme all'imperatore Eliogabalo.